# Afroecuatoriano
Los afroecuatorianos son un grupo étnico compuesto por ecuatorianos de ascendencia negra subsahariana. Conforman el 4,8% de la población y se concentran principalmente en la Región Costa. Los principales núcleos culturales del pueblo afroecuatoriano son la provincia de Esmeraldas (conformado por el 53.8% de la población afrodescendiente) y el Valle del Chota 
(conforman un 11% de los afrodescendientes), según los informes dados por el Instituto Nacional de Estadísticas y Censos (INEC) del Ecuador.
Como consecuencia de los movimientos migratorios internos del siglo XX, existen también importantes asentamientos afroecuatorianos en Quito,  norte del oriente y en el valle de Catamayo. De igual manera, producto de la migración externa ocasionada principalmente por la crisis del 99', existen asentamientos afroecuatorianos en Estados Unidos, España, e Italia.

## Demografía
La mayoría de afroecuatorianos son descendientes de africanos esclavizados. Etimológicamente el nombre de Afroecuatorianos proviene, de Afros, descendientes de África, gran parte de su población se ha distribuido históricamente en la provincia de Esmeraldas y en el valle del Chota, más recientemente hay una importante población en El pueblo afro ecuatoriano, se encuentra ubicado en todas las provincias del país. Originalmente se asentó en Esmeraldas, Imbabura, Carchi y Loja; posteriormente, en los años sesenta, producto de la inmigración, su población habita en las provincias del Guayas, Pichincha, El Oro, Los Ríos, Manabí y el oriente ecuatoriano.
Los afroecuatorianos asentados en el valle del Chota y cuenca del río Mira, geográficamente en las provincias de Imbabura y Carchi, cuyo poblamiento está ligado a las haciendas coloniales que concentraron importante población esclavizada. 
Gran parte de los negros ecuatorianos descienden de los sobrevivientes de buques negreros encallados[cita requerida] en la costa norte de Ecuador y la costa sur de Colombia, entre el siglo XVII y el siglo XVIII, estos organizaron sus propias comunidades al margen de los indígenas y de los colonizadores españoles, siendo libertos por cuenta propia. Estos se ubicaron en la zona de Esmeraldas y aledaños y posteriormente han experimentado un proceso de migración hacia otras zonas.
Otro porcentaje importante, provienen de esclavos llegados en el siglo XVIII desde haciendas en Colombia, la costa y la sierra, que obtuvieron la libertad luego de la década de 1860. Ambos grupos, libertos de Esmeraldas y esclavos en el resto del país, normalmente provenían de los pueblos de África occidental, y tienen apellidos españoles provenientes de sus antiguos amos o apellidos propiamente africanos aunque hispanizados.
Posteriores ingresos de negros a Ecuador se dan a finales del siglo XIX inicios del siglo XX, durante la construcción del ferrocarril Durán-Quito en el gobierno de Eloy Alfaro quien los contrató masivamente como obreros de construcción provenientes de Jamaica, provocando una pequeña inmigración, muchos de ellos se quedaron en el país y formaron familias. Cronológicamente fueron las primeras personas organizadas bajo las ideologías del movimiento obrero de clase social en Ecuador, en especial por el anarquismo, sin embargo no hicieron labor proselitista fuera de los obreros migrantes jamaiquinos por las diferencias de idioma, cultura y raza con los ecuatorianos. Se caracterizan por sus apellidos anglosajones y en la actualidad están completamente asimilados en las ciudades. Por otro lado, los afroecuatorianos tienen la tradición de cantar arrullos en velorios de niños hasta los 12 años, fiestas de santos, nacimiento del Niño Jesús, etc. 
Se presenta a continuación los resultados del censo de 2020 con la distribución de la población afro por provincia: 
| Provincia        | Porcentaje (%) |
| ---------------- | -------------- |
| Esmeraldas       | 53,8           |
| Imbabura         | 5,8            |
| Guayas           | 5,4            |
| Carchi           | 5,2            |
| Santo Domingo    | 4,8            |
| Sucumbíos        | 4,6            |
| Galápagos        | 4,6            |
| Orellana         | 3,1            |
| Pichincha        | 2,7            |
| Santa Elena      | 2,3            |
| Los Ríos         | 2,3            |
| Manabí           | 1,9            |
| Napo             | 1,3            |
| Cañar            | 1,0            |
| Cotopaxi         | 1,0            |
| Pastaza          | 1,0            |
| Azuay            | 0,9            |
| Tungurahua       | 0,8            |
| Zamora Chinchipe | 0,7            |
| Loja             | 0,6            |
| Morona Santiago  | 0,5            |
| Chimborazo       | 0,5            |
| Bolívar          | 0,4            |

| Afrodescendientes | Mulato | Negro | Total |
| ----------------- | ------ | ----- | ----- |
| 2,03%             | 1,45%  | 1,33% | 4,8%  |

## Historia

### ElsigloXVIy los primeros barcos
En octubre de 1553, un barco proveniente de Panamá con rumbo a Perú perteneciente al mercader Alonso de Illescas, naufraga en las costas de Esmeraldas (Rocas de San Mateo). Según el historiador González Suárez, los primeros negros que llegaron a Esmeraldas fueron náufragos que ganaron la tierra a nado desde un barco de esclavos que escolló, al mandar por agua dulce a los negros, estos encontraron un clima similar al de África, estableciéndose en esta provincia. Al internarse en el continente sometieron a las tribus indígenas, entre las que se encontraban los cayapas quienes llamaban "malaba", malo, diablo o "juyungo" (diablo) a los negros, el principal de los cuales era Alonso de Illescas que había vivido en Sevilla y hablaba castellano. El barco transportaba mercancías destinados a Perú y se ancló frente a la costa de Atacames durante treinta días. Antes de reanudar el viaje, los españoles decidieron ir a tierra para abastecerse de agua dulce y de alimentos. Utilizaron una barca para ir, ellos y sus esclavos, a tierra. Pero sobrevino una tempestad que les arrojó contra las rocas y los esclavos aprovecharon para eliminar a sus amos y huir. Volvieron a bordo para apoderarse de armas y vestidos antes de ingresar a tierra. Después, aprovechando que los indios nunca habían visto hombres de piel negra y estaban asustados y utilizando sus armas de fuego, sometieron a varios grupos de indios: los atacames, cayapas, etc.[cita requerida]
Los náufragos africanos lograron sobrevivir. Entre ellos, el Cimarrón Antón, quien guio el grupo de libres hacia la construcción de un reino. Según el cronista Miguel Cabello de Balboa, Antón se enfrenta violentamente contra los indios pidi, quienes viendo la superioridad de los africanos, establecieron alianzas y acuerdos para dominar juntos un territorio amenazado ya por los españoles. Posteriormente, Antón es traicionado y muerto por los aborígenes, quienes optan por terminar la alianza y separarse.
En la región se asentaron dos cacicazgos dominados por afrodescendientes, uno es el de don Francisco de Arobe, y el otro es el de Alonso Sebastián de Illescas. Los cacicazgos se consolidan al ganar la amistad de los indígenas y pactar con ellos estratégicas alianzas con el propósito de conservar la autonomía y la libertad del territorio de Esmeradas de manos de la Corona Española.

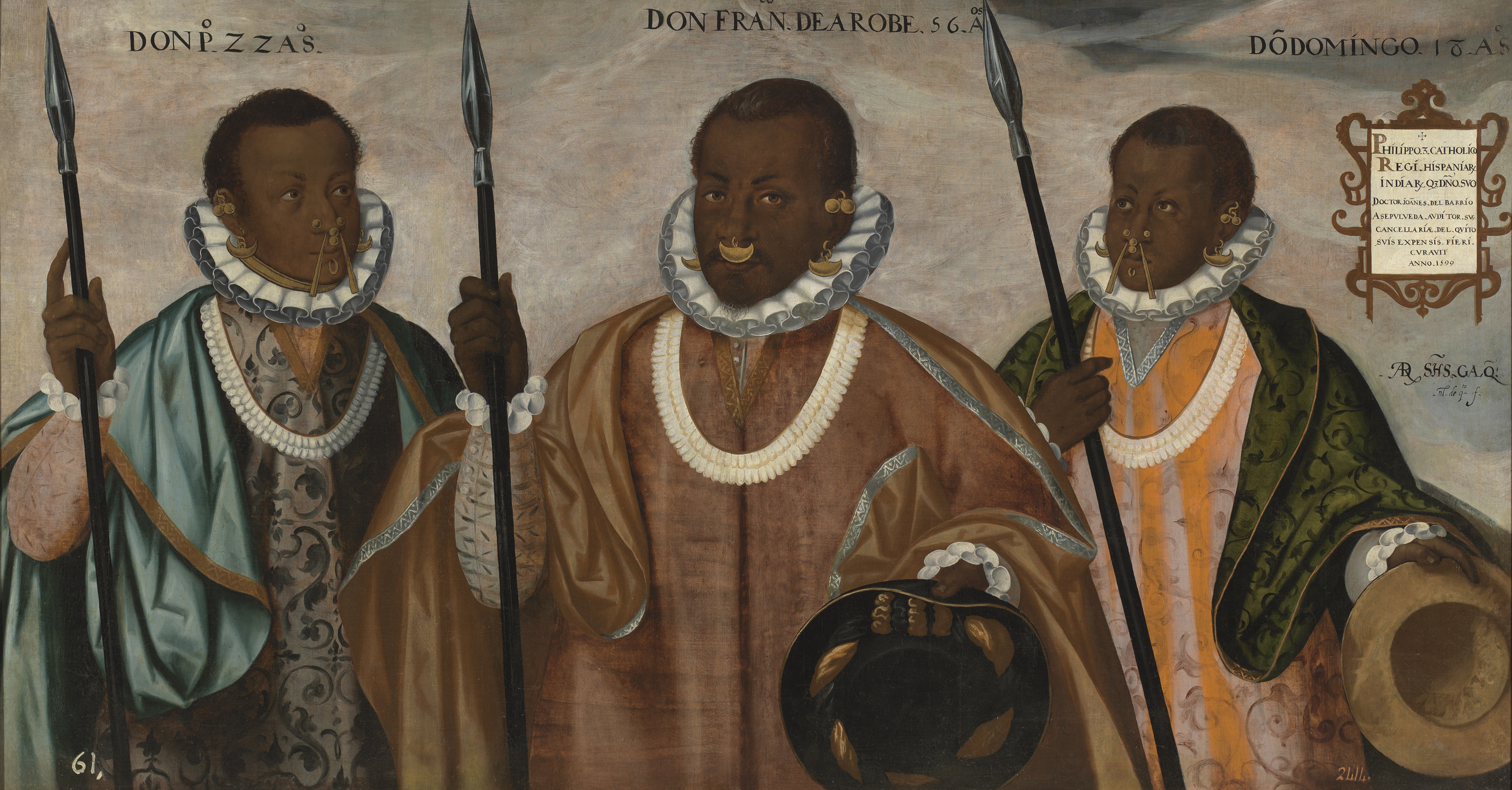
Los mulatos de Esmeraldas (1599), Andrés Sánchez Galque.

El intento de control de la región por parte de los españoles, tendrá un protagonista principal en la Real Audiencia, Juan del Barrio Sepúlveda, oidor en la Real Audiencia de Quito, que consigue alcanzar el pacto con los mulatos y quien costea la realización del cuadro como demostración evidente de este logro. Francisco de Arobe acepta la relación con los españoles y la conversión a la Fe Católica, siendo bautizado junto con su mujer india, doña Juana, y aprueba la construcción de una iglesia en 1578, cerca de su propia vivienda en la bahía de San Mateo. En 1596, con la llegada del oidor Juan del Barrio Sepúlveda se diseña un plan que contemplaba el uso de la palabra y el fomento de la fe católica a través de la misiones mercedarias para controlar la región. Además plantea aprovechar los conflictos interétnicos, iniciando la labor con aquellas etnias que tenían conflictos con los negros como los capayas. Así lograron la colaboración del cacique Luis Gualapiango del pueblo de Lita, a cambio su nombramiento como gobernador de los indios que poblaban la provincia de Lita.
Para 1598, el misionero Gaspar de Torres junto a indios cayapas, lachas y otros de los confines de Lita llegaron a Quito para certificar su lealtad y colaboración en la reducción y pacificación de Esmeraldas. En 1599, lo hacen Francisco Arobe, y dos de sus hijos, Pedro y Domingo, caciques principales en las tierras de la bahía de San Mateo, para colaborar en la pacificación de la región, según autos de la Secretaría de la Real Audiencia "Arobe, sus hijos y los indios que lo acompañaban dieron la paz y obediencia al Rey y dellos en su rreal nombre se tomó posesión y el asiento y capitulaciones y ansi quedaron y están puestos por vasallos suyos en su rreal Corona".
Mediante un documento enviado a Illescas denominado "Real Provisión de perdón y seguro para Illescas, sus hijos, deudos, parientes y los demás a él sujetos", las autoridades daban respuesta a las peticiones del líder negro que hiciera en 1585 y no habían sido aceptadas. Los Illescas decidieron acercarse a las autoridades españolas.
En Quito, durante la visita de los mulatos en 1598 para dar paz y obediencia al Rey y a la Real Audiencia fueron agasajados por el oidor, que les hizo entrega de numerosos presentes, tejidos, armas y utensilios de hierro. Dejaron constancia de la pacificación y presencia en un retrato oficial por Andrés Sánchez Gallque, Los mulatos de Esmeraldas (1599) que acompañaba a un informe dirigido al Rey Felipe III de España realizado. Los retratados fueron don Francisco Arobé y sus hijos, siendo este cuadro una de las primeras pintura de tema no religioso del arte colonial americano y el primer retrato de una persona de origen africano en el continente americano. La cartela de este cuadro reza: “Para Felipe III, Rey Católico de España y de las Indias, el doctor Juan del Barrio de Sepúlveda, Oidor de la Real Audiencia de Quito”. En efecto, fue un regalo que servía para presentar los nuevos súbditos al monarca, tres mulatos cimarrones que se habían levantado contra el virrey pero que, como demuestran sus sombreros en la mano, reconocen finalmente la autoridad del monarca.
El 6 de julio de 1600 los hijos de Alonso de Illescas, Sebastián y Antonio, parientes e indios de sus parcialidades salieron rumbo a Quito. La intención de los Illescas era asegurar vínculos con las autoridades mediante el parentesco o compadrazgo a fin de garantizar la vigencia de las negociaciones y permanencia del cacicazgo negro constituido al margen del poder colonial. Se elaboró un documento denominado "Asiento, posesión y juramento de finosedelidad", especificando las actividades que debía cumplir la población negra: socorrer a los náufragos que lleguen a la costa, fundar pueblos bajo el mando de Illescas y con el amparo de la doctrina cristiana; colaboración en las obras del nuevo camino: atención de tambos, navegación por los ríos, vigías en los puertos y establecimiento de una villa de españoles en algún puerto de la costa del Pacífico.
La conflictividad inicial entre los Illescas y los Mangache-Arobe se fue superando, más tarde los encontramos estrechamente emparentados —Juan Mangache se casó con una hija de Illescas— como señores principales de varias comunidades y ocupando espacios específicos: los Illescas en Cabo Pasado al sur, y los Arobe en la bahía de San Mateo, al norte. La autoridad de estos linajes la ejercieron desde sus propios espacios de habitación a través de cacicazgos, donde había un jefe que tenía a su mando varias parcialidades conformadas por negros, indios y mulatos. En gran parte estas parcialidades estaban formadas por indios cautivos como los yumbos. Bandas multiétnicas lideradas por negros atacaron estos pueblos que una vez sometidos se los destinaba a trabajar en chacras de los negros en condiciones de sujeción.

El capitán Pedro de Arévalo, en la relación sobre Esmeraldas del año 1600 enviado al presidente de la Audiencia y oidores, relata el poder político alcanzado por los negros: 
"Los negros se mezclaron entre los indios y tomaron sus rritos, ceremonias y trajes y las mujeres que les pareció las más principales y cacicas y se fueron apoderando y señoreando de aquella tierra e yndios […] son señores absolutos della y de los dichos yndios y ellos los mandan y gobiernan y no se conoce otro cacique ni señor dellos en la dicha provincia más que los dichos negros que entre si por sus parcialidades los tienen repartidos".

### ElsigloXVIIy la segunda oleada
En 1607 el cura Hernando Hincapié misionero "de los indios" de la provincia de San Mateo de las Esmeraldas, pero residente en Portoviejo, comunica la muerte del gobernador negro don Sebastián de Illescas. Illescas había reunido a los indios y fundado el pueblo de Cabo Pasado, el cual servirá de puerto de auxilio a los navegantes, dice además que los trabajos de casas y agricultura van progresando.
En 1601 la provincia de Esmeraldas es descrita en la obra Memoria de los Virreyes del Perú, sobre la relación y sucesos de sus dominios en la que resume la situación en la que se encontraba la provincia a principios del siglo XVII y dice:

Provincia de las Esmeraldas

Su Majestad me tiene mandado, por una cédula, fecha en Valladolid a 29 de marzo de 1601, que procure pacificar la provincia de las Esmeraldas, y que cometa las superintendencias al Presidente de la Real Audiencia de Quito, por caerle más cerca y a la mano, y habiéndola encargado en años pasados la misma Audiencia al Dr. Juan del Barrio, oidor de ella, redujo por medios pacíficos algunos indios y mulatos que residen en la Bahía de San Mateo, y habiéndome dado aviso de ello, proveí del sustento necesario a los religiosos que se ocupan en la doctrina de ellos: esta pacificación la han intentado muchos, y ninguno ha salido en ella, como el mismo doctor dará cuenta a V.S.: hay noticia de que por allí se puede entrar a otras provincias comarcanas, y que podrían ser útiles al comercio y trato con Panamá, demás del servicio que se hará a nuestro Señor en convertir las almas de los naturales: V.S. mandará ver la cédula, y en conformidad de ella proveer lo que convenga; que como no hay orden de gastar con tales jornadas de la Real Hacienda, hase de aguardar a que algunos los apetezcan.
Relación del Sr. Virrey Don Luis de Velasco, al Sr. Conde de Monterrey sobre el estado del Perú.

La fundación de Ibarra en 1606 tiene el objeto central, buscar una salida directa al mar, esa misión llevan en 1607 Diego Ramírez y el portugués Hernán González de Saá, quienes descubren el embarcadero del río Santiago y reportan al presidente de Ibarra sobre la existencia de oro, madera de buena calidad y brea, para construir navíos. En efecto para 1607 la capital de la gobernación se establece en Cabo Pasado, a donde Illescas y el cura Hincapié habían llevado unos 40 indios y unos 15 mulatos. Para entonces ya no se habla de las piedras de esmeraldas, sino de la riqueza en pita y cabuya. Por esta época, Esmeraldas entra en un cuasi-abandono.

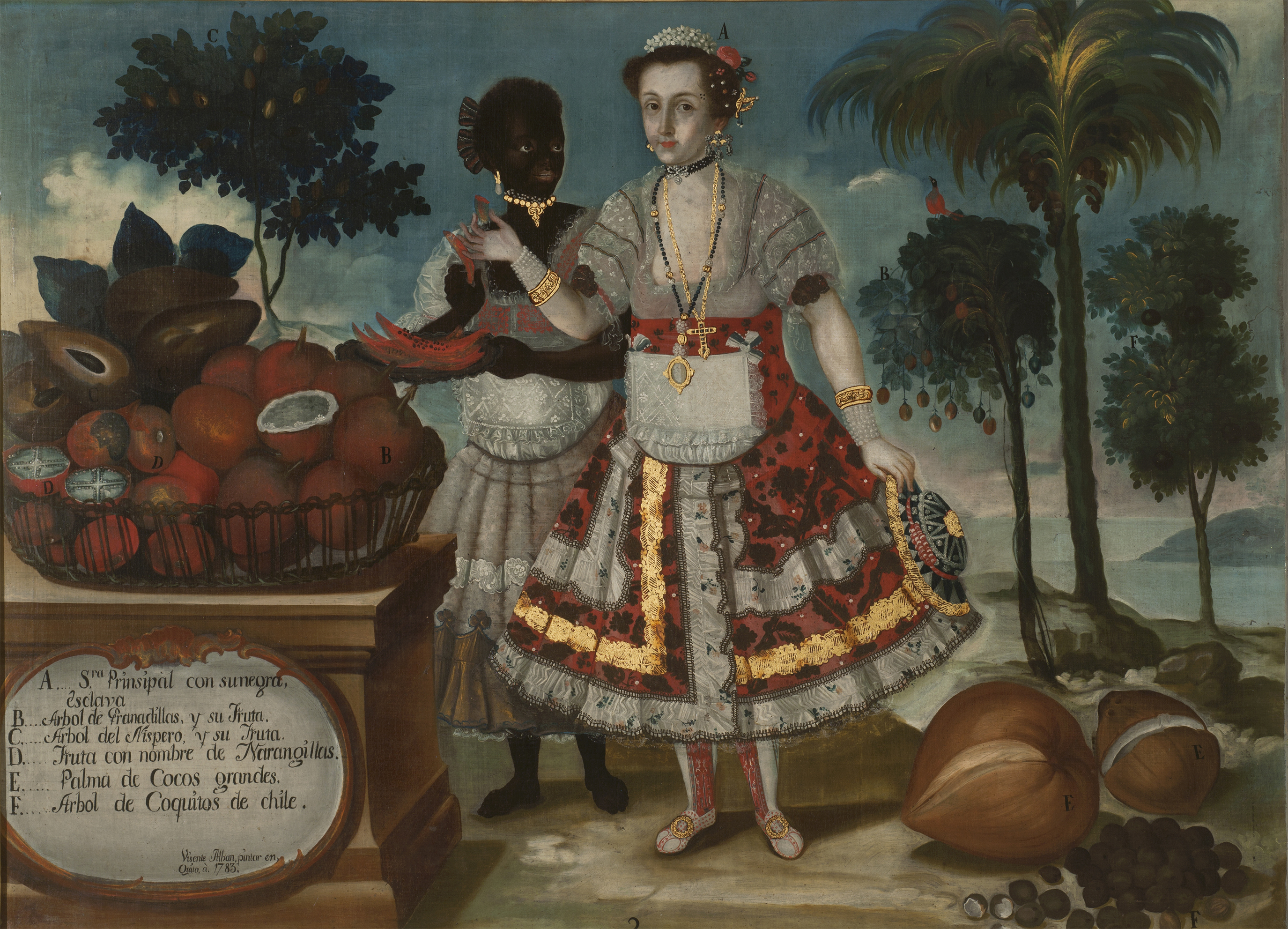
Retrato de 1783 de una señora principal con su negra esclava por Vicente Albán.

Entre 1610 y 1619 tienen lugar dos sublevaciones indígenas de malabas, wassu y nurpes, liderados por el curaca o cacique Gualopiengo. En 1615 para favorecer el comercio se establecieron dos caminos de la Sierra hacia la costa de Esmeraldas, uno que partía de Ibarra al río Santiago y el otro de Quito a la bahía de Caraquez. Se solicitó la colaboración de los negros de Coaque, la respuesta de los Illescas fue acudir a Quito a pedir instrucciones, aprovechando la entrevista para solicitar el envío de soldados que les permitiera recuperar a doscientos cincuenta indios de Coaque y Cabo Pasado, y se encontraban prófugos. Esta y otras visitas que hicieron los negros hacia Quito tenían como objeto ratificar la vigencia y cumplimiento de las negociaciones a través de la entrega de servicios mutuos.
En los registros de obra del año 1623 figuran los pagos realizados a los Illescas y los indios a su cargo. El proyecto de los caminos tenía como objetivos llegar hacia el sur hasta Cabo Pasado y al norte hasta la isla Gorgona (Colombia), solicitando la colaboración de los cacicazgos negros según correspondiera a los Arobes -al norte- o a los Illescas -al sur-. La tarea de los negros consistía en construir tambos, realizar las funciones de vigías, dedicarse a las pesquerías y a cortar la madera.
Hacia 1640 , llega la segunda oleada de esclavos negros huidos de las minas de Barbacoas, el cual se suma al inicial poblamiento de los Illescas que tuvo lugar un siglo antes. La procedencia de los esclavos Ilegados a las minas de Barbacoas, era de diversos orígenes: los mandingas, procedentes exclusivamente en esta época del valle de Gambia, los Kongos, de habla bantú, procedían del río Congo, y los angolas, venidos del suroeste de África.
Para el año 1657, el capitán genovés Juan Vicencio Justiniani inicia la construcción de un camino desde Ibarra hasta la desembocadura del Mira y de allí al puerto de Gorgonilla. Se solicitó al gobernador negro Gaspar Méndez cincuenta trabajadores de San Mateo de Esmeraldas. El gobernador dirige a la Audiencia de Quito un memorial señalando que las actividades se desarrollaban con permanente abuso del capitán: falta de pago de jornales, alimentos y malos tratos. Se movilizaron los negros para poblar Tumaco, motivando su huida hacia Coaque y Cabo Pasado, zona bajo el liderazgo de los Illescas. El conflicto fue resuelto nombrando un gobernador indio —Antonio Pata—, hecho que marca el fin del liderazgo de los caciques negros en Esmeraldas. Si bien los negros continuaron trabajando en la edificación de los caminos, su presencia fue cada vez más esporádica.

### ElsigloXVIIIla tercera oleada y las minas

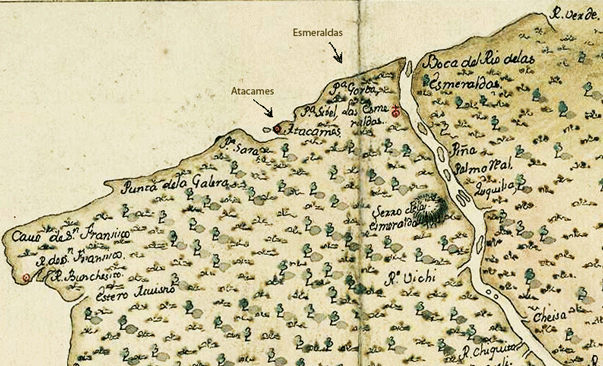
Mapa elaborado por M. La Condamine en 1736.

Esmeraldas durante este siglo fue importante por la construcción del camino a Esmeraldas de la mano de Pedro Vicente Maldonado. La colaboración entre los afroecuatorianos y las autoridades quiteñas para la construcción del camino se había llevado a cabo desde un siglo atrás, cuando se fundaría Ibarra para comunicar a Quito con el mar por una vía más cercana que Guayaquil. Los proyectos que empezaron el siglo pasado terminarían gracias al trabajo de Maldonado y también la colaboración con los indígenas y negros de esmeraldas. Fruto de esto, cuando llegaron los científicos de la misión geodésica una fracción decidiría ingresar por Esmeraldas y otra por Guayaquil. En concreto, La Condamine, Seniergues y Bourger se separaron del grupo e ingresaron por la región del norte, en Esmeraldas, siguiendo el camino que había estado haciendo Maldonado. Sin embargo Seniergues moriría asesinado, en la entrada de la provincia.
A finales del siglo XVIII, se ponen en valor las minas de Cachaví, Playa de Oro y Guimbí, las cuales traen a un tercer contingente negro, que venido huido o comprado de las minas de la Nueva Granada, va a dar una fisonomía más africana a la región. Entre 1780 y 1803, más o menos, arribaron unos 230 afros de Nueva Granada, de acuerdo con el padre Savoia. Se asentaron en la zona las grandes familias esclavistas de Barbacoas, Popayán, Cali y Quito con el objetivo de mover sus "reales de minas" a Esmeraldas, dando lugar a los primeros esclavizados para trabajar en las minas.
En este siglo destaca la figura de María Chiquinquirá, una esclava nacida en Baba que demandó a su patrón para conseguir su libertad y la de su hija. Su lucha contra la opresión que padecía la ha convertido en heroína del pueblo afroecuatoriano.

### ElsigloXIXla independencia y la manumisión

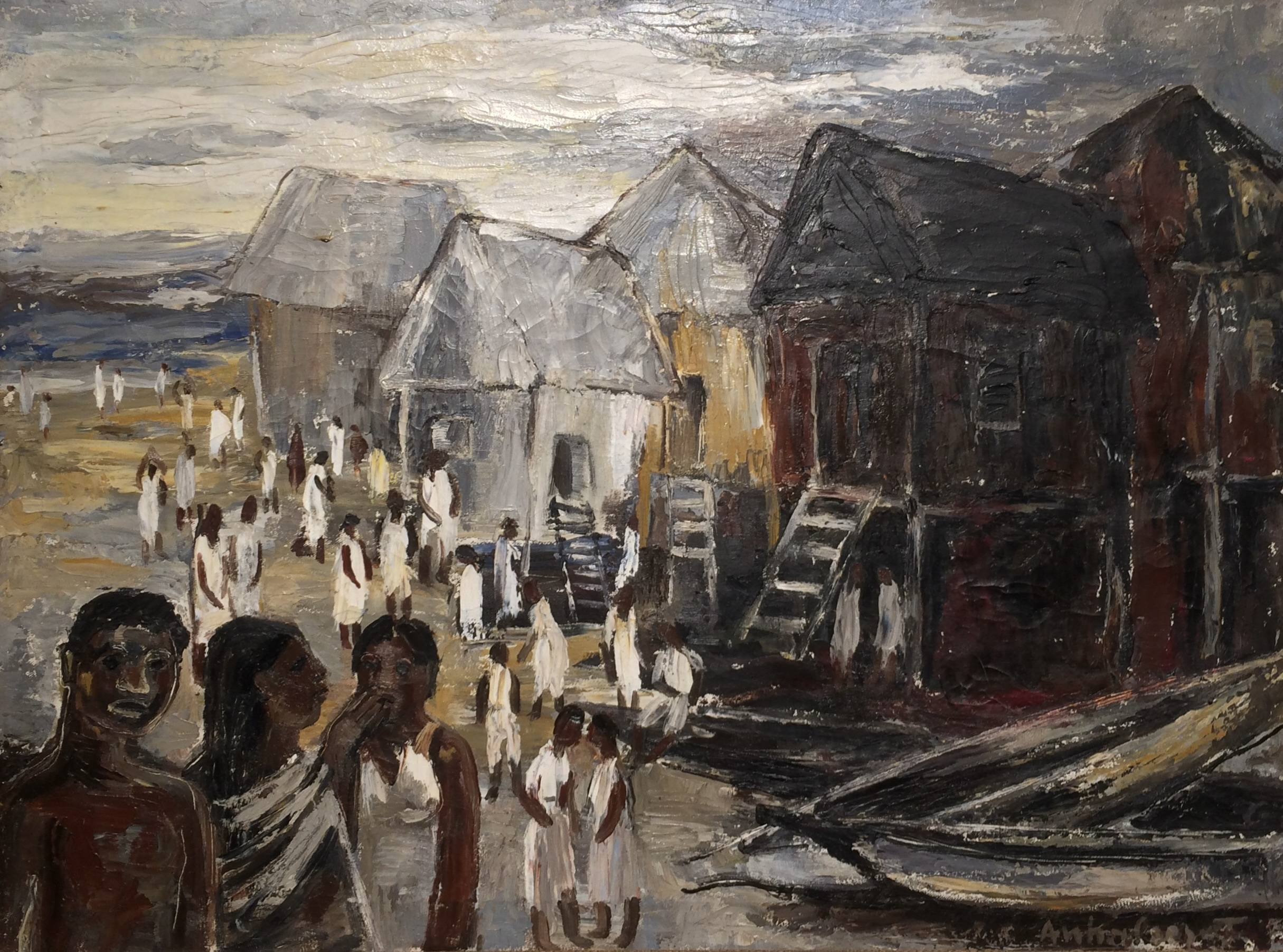
"Paisaje de Esmeraldas", óleo sobre lienzo de Olga Fisch Anhalzer. MuNa, Quito

Este período de migración de colombianos hacia el Esmeraldas también coincidió con el proceso de abolición de la esclavización que comenzó con la ley de Vientres decretada en 1821 por el segundo congreso de la Gran Colombia. De esa oleada migratoria muchos africanos con sus apellidos como congo, congolino, matamba, kanga, mairongo, quendambu, cambindo, etc. Por entonces tomó cierta importancia Limones, el cual había sido prácticamente abandonado hacia 1740 y reconvertido en puerto en 1802. Otros 180 esclavos se vinieron de las minas de la Nueva Granada pues el mismo Melo declaraba en 1802 que sólo la mina de Cochaví tenía 60 esclavos negros, comprados en 1803 en las minas de Dominguillo en Popayán por don Miguel Ponce en 57 000 pesos y que debían servir para la apertura del Camino de Santiago. Dos años después fracasó el intento de apertura y esos negros, pudiera decirse que quedaron en libertad.
Durante el siglo XIX tanto mineros como misioneros logran intervenir de manera más directa en Esmeraldas y se fundan haciendas que se dedicaron a la explotación de la tagua e, incipentemente, el cacao. 
En 1852, el gobierno de José María Urbina decreta el fin de la esclavitud según el voto del Congreso Nacional e indemniza a los esclavistas, mientras los esclavizados quedan relegados y sin algún tipo de compensación. Por poner un ejemplo, alrededor de 1885, los negros del norte de Esmeraldas adquieren terrenos pagados con oro plateado para organizar la Comuna Santiago-Cayapas, hoy en el cantón Eloy Alfaro. Mientras, se cedieron extensos latifundios a colonos de origen europeo.
Para este siglo se destaca la emigración de más de 4000 jamaiquinos de raza negra traídos por Eloy Alfaro para la construcción del ferrocarril. A finales del siglo XIX, Esmeraldas se convierte en un factor importante en las gestas revolucionarias, formando parte de las “montoneras” alfaristas que apoyaron a la Revolución liberal en 1895 y tras el asesinato de Alfaro, participaron en la Revolución de Concha (1912- 1916). La Guerra Civil acabó con el concertaje, que no era sino una forma más laxa de esclavitud.
Asimismo, existieron políticas de censura a los hechos culturales afroecuatorianos: desde 1936 hasta mediados de la década de 1960, las autoridades prohibieron en Esmeraldas ejecutar música de marimba. En 1978, por primera vez un Afroecuatoriano llega al Parlamento nacional: se trata de Jaime Hurtado González.

## Cultura y religión

### Cultura y valores
El aspecto más visible y conocido de la cultura afroecuatoriana es la música, está reconocida como patrimonio inmaterial por la UNESCO y se caracteriza por usar marimbas, bombos y otros instrumentos. Por un lado, está la música negra de la provincia de Esmeraldas ubicada en la costa norte del país. Los hombres y mujeres de esta comunidad cantan relatos y poemas, acompañando sus interpretaciones con movimientos rítmicos del cuerpo, en diversos eventos de carácter ritual, religioso o festivo para celebrar la vida, rendir culto a los santos o despedirse de los difuntos. La música de marimba se toca con un xilófono de madera de palma, equipado con tubos resonadores de bambú, y se acompaña con el cununo (tambor), el guazá y las maracas. Este elemento del patrimonio cultural inmaterial está profundamente arraigado en las familias, así como en las actividades de la vida diaria. Por eso, se considera que sus practicantes y depositarios son los miembros de la comunidad en su conjunto, sin distinción de sexo o edad. Las personas de mayor edad de la comunidad desempeñan el papel esencial de transmisores de las leyendas y narraciones de la tradición oral a las generaciones más jóvenes, mientras que los profesores de música supervisan la transmisión de los conocimientos musicales. La música de marimba y los cantos y danzas tradicionales propician los intercambios simbólicos, comprendidos los de alimentos y bebidas. También fomentan la integración a nivel familiar y colectivo, gracias a prácticas ancestrales que fortalecen el sentimiento de pertenencia a un grupo humano específico vinculado a un territorio y un pasado histórico comunes.
Los ritmos más comunes y familiares son:
- El chigualo: celebración navideña, los nacimientos, los villancicos y el velorio del Angelito.
- El arrullo: Es un canto grave y dulce, que sirve para enamorar a las personas.
- El andarele: de carácter festivo, los cantores contestan al solista en forma de estribillo.
- El alabao: pertenece al ritual de velorios cuando muere un adulto.
- La caderona: el solista inicia la estrofa, mientras el coro repite el estribillo.

Por otro lado están las comunidades negras del Valle del Chota en la sierra norte en la frontera entre las provincias de Imbabura y Carchi en donde se desarrolló el ritmo conocido como Bomba del Chota, usualmente se la toca con tambores junto con instrumentos de origen español o mestizo como son la guitarra, el requinto o el gïiro. En ritmo y velocidad puede variar desde un tiempo ligero bailable hasta una intensidad veloz típica de muchos ritmos africanos o afroamericanos en donde destaca el ritmo y la percusión así como el movimiento de cadera y el bailar pegado en formas eróticas. Otra variación es la llamada Banda Mocha que en sus inicios estuvo compuesta por instrumentos rudimentarios como hojas de naranjo, flautas, machetes, bombo y cornetas hechas de calabazo seco, además de puros, pencos, peinillas, etc.
Es un ritmo que acompaña las fiestas diversas en el Valle del Chota y es muy escuchado especialmente en la Sierra Norte del Ecuador desde Carchi, Imbabura hasta la ciudad de Quito donde existe una fuerte comunidad afrochoteña.

### Vestimenta

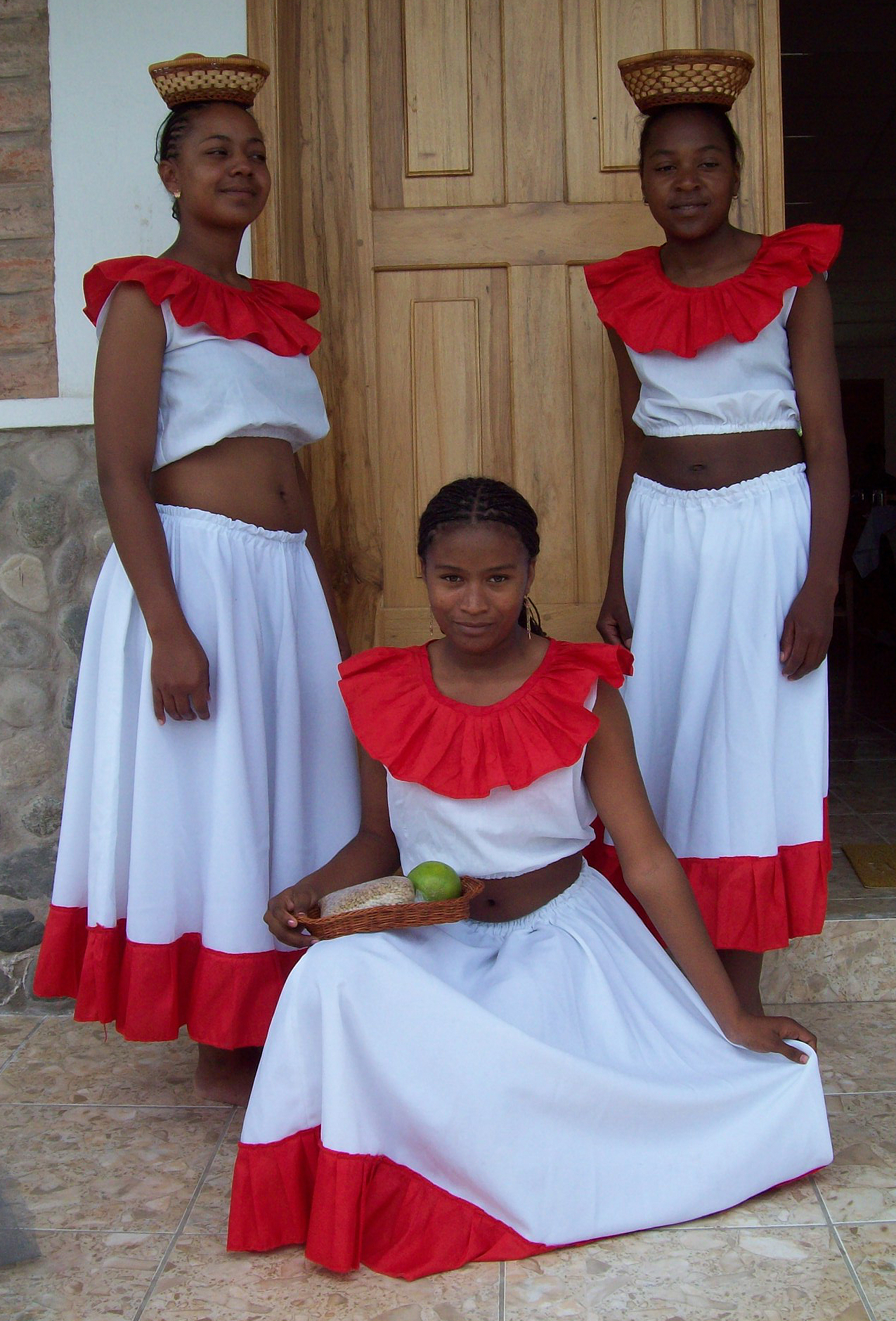
Danzantes afroecuatorianas.

En Esmeraldas, la mujer: utiliza faldones amplios blancos, encarrujados en la cintura y largos hasta el talón, con blusa hasta el ombligo y con un pañuelo que cubre su cabeza. El hombre: utiliza pantalones de tela remangados hasta la rodilla y una camisa colorida o blanca anudada a la altura del ombligo con un sombrero que le protege del sol.
En el Valle del Chota, las mujeres usan grandes faldas plisadas, debajeros, enaguas, blusas pomposas y en ocasiones se ponen una botella en la cabeza. Los hombres en cambio se ponen una camisa de manga larga con un pantalón negro y bailan descalzos.

### Literatura
La literatura afroecuatoriana es sincrética, en algunos hechos culturales se impuso la cultura del colonizador, como en los romances y las décimas y en otros hechos como la música y los bailes, se impuso la cultura afro. La décima esmeraldeña combina diez versos octosílabos lírico-narrativos con rima asonante desde el principio hasta el final. Asimismo, las leyendas de tradición oral, como se ve en el apartado de mitología, tratan el género de lo fantástico y el terror.

### Religión

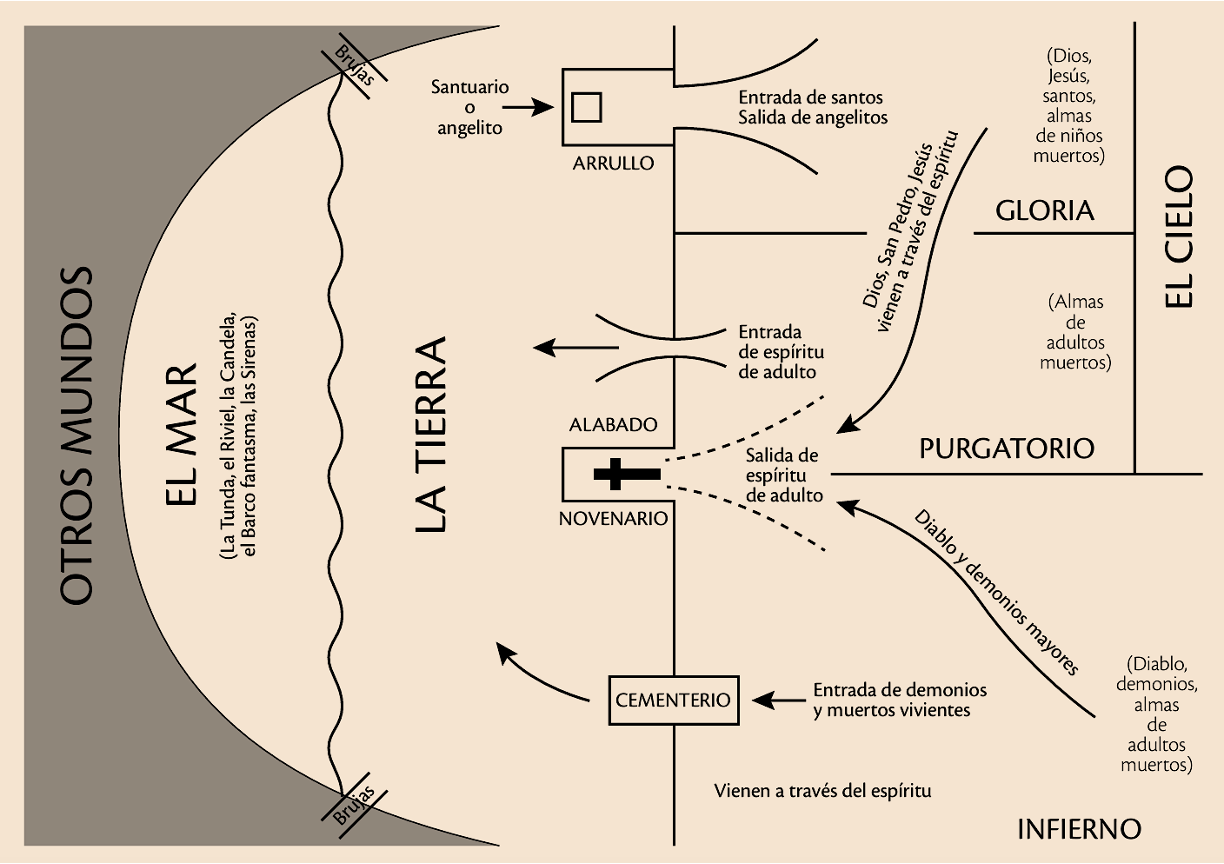
Cosmogonía tradicional de los afroecuatorianos

Las principales prácticas religiosas son las expresiones católicas tradicionales, en especial las procesiones realizadas en los ríos y el mar. A pesar de esto, si existe una cosmogonía afro que toma en cuenta un sincretismo religioso entre las creencias católicas y las antiguas creencias que fueron traídas desde África. 

### Mitología
En la cultura afroecuatoriana, se mantienen las leyendas del Duende, la Tunda, el Riviel, la Gualgura, Patacoré o el Bambero, entre otros, que son parte de las creencias afroecuatorianas. La invención de estos mitos se transmite oralmente por medio de las composiciones musicales, décimas y poemas del pueblo afro. Las tradiciones se mantienen vivas y los padres inculcan a sus hijos el temor a la Tunda, y les dicen que se lo puede llevar si se portan mal. 
- El Riviel es el espíritu de un muerto que viaja en una canoa, para asustar a los pescadores.
- La Gualgura, es una especie de pollo pequeño que se crece hasta un metro, cuando se les aparece a sus víctimas, para atacarlos a picotazos.
- El Patacoré es el diablo, el cual se viste de paisano: sombrero, botas y pañuelo y está presente en todos los bailes de marimba. Bebe aguardiente y sopla este licor con un polvo mágico para aturdir a sus bailadores, quienes inmediatamente caen ebrios, mientras las mujeres continúan bailando.
- El Bambero, es un personaje delgado y de baja estatura que habita en las zonas de manglares y se moviliza sobre una tatabra.
- La Tunda, es una hermosa mujer afro con rasgos indígenas, tiene un pie humano y otro de cabra y es multifacética, por lo cual adopta diversas formas. Deambula por los ríos y recodos, donde la Tunda pesca el camarón para cocinarlo en sus nalgas y darles de comer a sus víctimas y neutralizarlas.
- El Duende es un hombre pequeño que supuestamente sale a cabalgar en las noches de luna. Vive un enorme sombrero y una guitarra en la mano. Al Duende le atraen las mujeres jóvenes, de cabellera larga y las persigue. En la fábula se afirma que espía a las mujeres desde las copas de los árboles cuando se bañan en el río.